# Roodkopdwerghoningeter
De roodkopdwerghoningeter (Myzomela erythrocephala) is een soort honingeter die voorkomt langs de kusten van Noord-Australië en het zuiden van Nieuw-Guinea.

## Beschrijving
De roodkopdwerghoningeter is 11 tot 12,5 cm lang. Zoals de naam al zegt is de kop (van het mannetje) geheel rood. verder heeft de vogel een rode stuit. Dit rood gaat abrupt over in de donkerbruine vleugels en rug. Het vrouwtje en onvolwassen vogels zijn egaal bruin met een vage rode gloed en rood op de keel en de kruin.

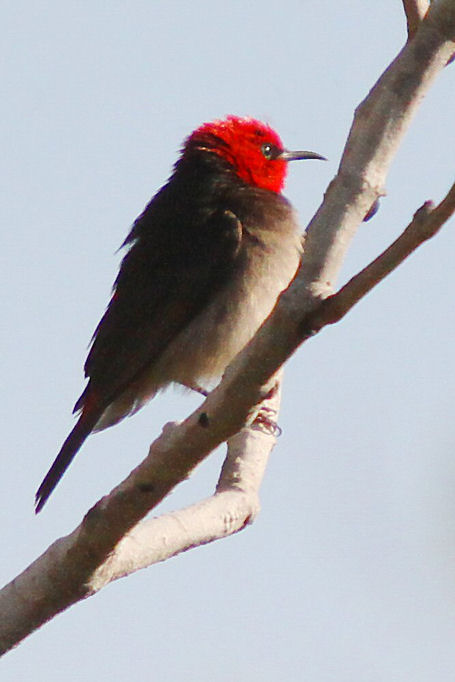
Mannetje
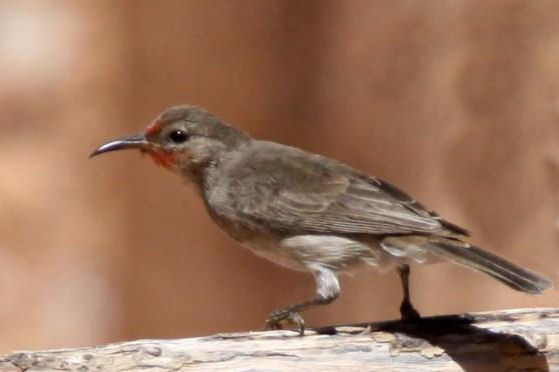
Vrouwtje
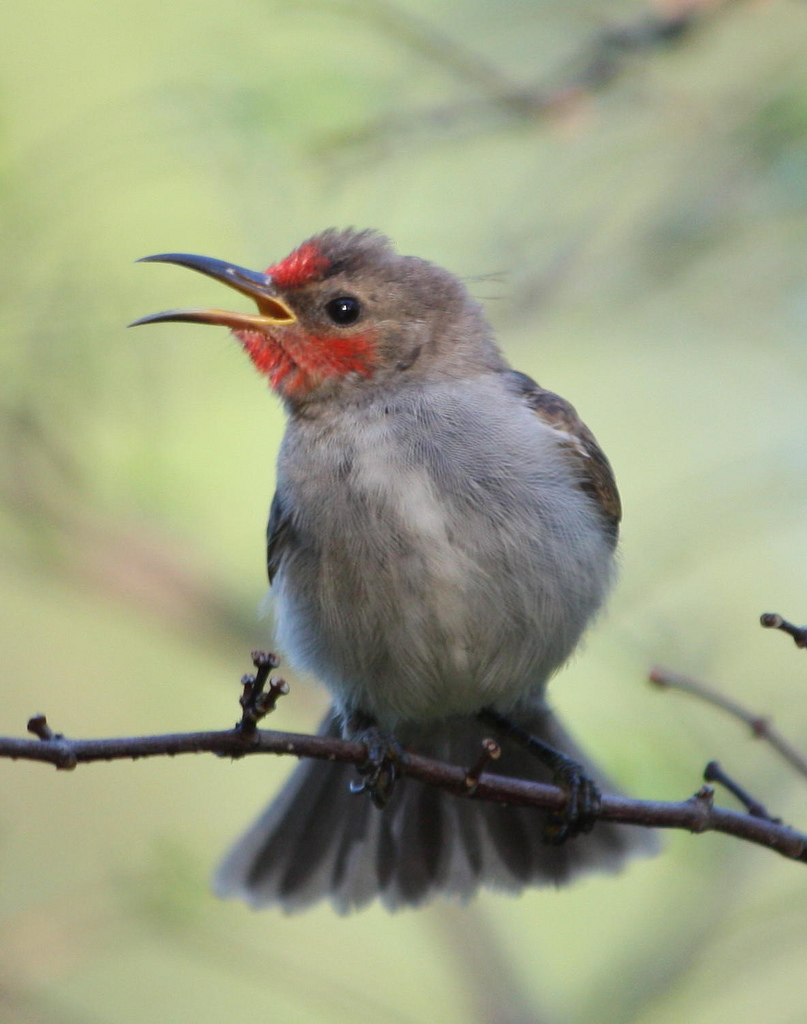
Onvolwassen

## Verspreiding en leefgebied
De roodkopdwerghoningeter komt voor langs de gehele noordkust van Australië, van West-Australië tot het noorden van Queensland, verder op de eilanden tussen Australië en Nieuw-Guinea, de zuidkust van Papoea (Indonesië) tot Papoea-Nieuw-Guinea, de Aru-eilanden en het oosten van de Molukken.
De soort telt twee ondersoorten:
- M. e. erythrocephala: noordelijk Australië en de nabijgelegen eilanden.
- M. e. infuscata: zuidelijk Nieuw-Guinea, de Aru-eilanden en de eilanden in de Straat Torres.

De vogel komt vooral voor in mangrovebossen, maar ook in aangrenzend gebied met stuikgewas, beekgeleidend bos, (zoetwater)moerasbos, parken en tuinen.

## Status
De roodkopdwerghoningeter heeft een groot verspreidingsgebied en daardoor alleen al is de kans op de status  kwetsbaar (voor uitsterven) uiterst gering. De grootte van de populatie is niet gekwantificeerd. Er is geen aanleiding te veronderstellen dat de soort in aantal achteruit gaat. Om deze redenen staat deze dwerghoningeter als niet bedreigd op de Rode Lijst van de IUCN.